# Grand Prix (Film)
Grand Prix ist ein Autorennsport-Film von John Frankenheimer. Der Film entstand im Jahre 1966 und handelt von der Formel 1. Im Mittelpunkt stehen die Fahrer und deren Umfeld, die Teams und die Rennen.
Bei der Produktion wurden Studioaufnahmen mit Fernsehbildmaterial von den Rennstrecken zusammengeschnitten. Dafür stand in den meisten Fällen nur der Zeitraum um die Rennwochenenden zur Verfügung. Die realistischen Darstellungen der Rennunfälle in zum Teil dokumentarischem Stil wirken auch heute noch erschreckend.
40 Jahre nach dem Kinodebüt kam der Film 2006 als DVD in den Handel. Im Fernsehen wurde er bis dahin gelegentlich gezeigt. Die Computer-Rennsimulation Grand Prix Legends ist dem Film nachempfunden.

## Entstehung
Es kam 1965 zu einer Art Wettlauf zwischen den US-Filmstudios Warner Brothers und MGM um einen „großen“ Formel-1-Film auf den Markt zu bringen. Durch ungeschickte Verhandlungen misslang der Versuch, Steve McQueen zu beteiligen, der zusammen mit John Sturges ein Konkurrenzprojekt namens Day of the Champion plante, ausgehend vom Indy-500-Sieg von Jim Clark dessen zweiten Weltmeisterschaftsgewinn zu begleiten. Sturges hatte zudem einen Vertrag mit dem Automobilclub von Deutschland, so dass das von Frankenheimer beim Großer Preis von Deutschland 1965 am Nürburgring belichtete Filmmaterial auf Gerichtsbeschluss an Sturges übergeben werden musste und bis 2020 in Archiven verschwand. Daher wird auch der Großer Preis von Deutschland 1966 im Film nur beiläufig erwähnt. Durch die Zeitverzögerung bei McQueens Dreharbeiten in Asien geriet Day of the Champion ins Hintertreffen. Als klar war, dass Frankenheimers Film zuerst Premiere feiern würde, wurde das Vorhaben fallengelassen. McQueen bekam wenige Jahre später mit Le Mans (1970) dann doch noch seinen Film über Autorennen.
Bereits im Vorfeld schloss Frankenheimer mit vielen F-1-Fahrern Exklusivverträge ab und verhinderte so deren Mitwirkung bei der Konkurrenz. Zudem wurde ausgerechnet McQueens Freund und Nachbar James Garner engagiert. Andererseits spielten weder der Nürburgring noch Lotus oder Jim Clark eine Rolle. Dagegen wurden die Rollen samt Helmdesign auf echte Fahrer zugeschnitten, etwa Jackie Stewart, der auch für „seinen“ fahrerisch wenig tauglichen Schauspieler die Fahrszenen absolvierte. 
Nach dem Dreh in Monaco stellte MGM einen Zusammenschnitt des Materials bei Ferrari vor und gewann die Firma für die Namensrechte und eine Dreherlaubnis in den Produktionsanlagen in Maranello.
Als Kamerawagen diente ein Ford GT40 Sportwagen mit 4,7-Liter-V8. Für die Einstellungen mit Rennwagenansichten wurden modifizierte Formel-3-Monopostos verwendet. Im Verlauf der Produktion wurden die Regeln der Formel1 erneut drastisch geändert. Bis 1960 waren 2,5 Liter üblich, von 1961 bis 1965 waren nur Motoren mit 1500 Kubik erlaubt, weswegen sehr leichte kleine Boliden entstanden. Angesichts von Sportrennwagen mit 4 bis 7 Litern Hubraum wurden kurzerhand ab 1966 drei Liter Hubraum erlaubt. Kaum ein Team hatte einen passenden Motor, daher wurde zunächst mit leicht vergrößerten Motoren gefahren, teils auf alte 2,5-Liter-Aggregate zurückgegriffen, BRM baute gar zwei Achtzylinder zu einem H16-Klotz zusammen. Die Optik der Rennwagen blieb größtenteils ähnlich, aber mit mehr Leistung und Gewicht wuchsen bald die Reifen auf deutlich größere Breite an, so dass der Film nur einen kurzen Abschnitt in der F1-Geschichte darstellt.

## Rahmenhandlung
Die Handlungen und Dialoge sind nur Staffage für die zahlreichen Szenen auf der Rennstrecke. Die Fahrer sind realen Vorbildern nachempfunden, um Bilder der echten Rennen mit nachgedrehten Szenen kombinieren zu können. So ist etwa Ferrarifahrer Sarti mit seinem weißblauen Helm eine Reminiszenz an John Surtees, der jedoch mitten in der Saison 1966 Ferrari verließ. Barlini entspricht Lorenzo Bandini, Stoddard Jackie Stewart und Pete Aron Richie Ginther, der Ende 1965 – wie der Protagonist – als Amerikaner den ersten Formel-1-Grand-Prix für das japanische Team Honda gewinnen konnte (Großer Preis von Mexiko).

### Ebene der Partnerschaften im Film
Jean-Pierre Sarti ist mit einer reichen Industriellen nur noch auf dem Papier verheiratet. Er lernt die Journalistin Louise Frederickson kennen; die Beziehung wird intensiver. Beim letzten Grand Prix des Jahres kommt es zur Konfrontation zwischen Ehefrau und Geliebter.
Nino Barlini bedient das Klischee vom „Sonny Boy“, der das Leben und die Rennen von der leichten Seite aus angeht und damit auch Erfolg hat. Ein charakteristischer Dialog kommt zweimal vor: Zu Beginn der Beziehung zwischen Nino Barlini und Lisa:
- „Wie wärs mit einem Drink?“
- „Ich trinke nicht gern.“
- (Zigarette hingehalten): „Rauchen tu’ ich überhaupt nicht.“

Der erste steht am Beginn ihrer Beziehung, der zweite (mit einem anderen Mann) am Ende des Films.
Breiteren Raum nimmt die Ehe zwischen Scott Stoddard und seiner Frau ein, die ihn noch am Krankenbett verlässt und sich Pete Aron zuwendet. Dieser wird von Gewissensbissen geplagt und gefährdet dadurch seinen sportlichen Erfolg. Als ihr Mann wieder Erfolge im Rennsport feiert, erwägt sie, zu ihm zurückzukehren.

### Ebene der Rennteams und der Fahrerverträge
Pete Aron hat keinen guten Stand im B.R.M.-Team von Jeff Jordan. Seit seinem Weggang bei Ferrari konnte er keinen Sieg einfahren. Beim Grand Prix von Monaco kommt es zum Eklat. Nach einem teaminternen Unfall, bei dem sein Teamkollege schwer verletzt wird, steht er als der Schuldige da und wird fristlos entlassen.
Nach einem kurzen Zwischenspiel als Fernseh- und Radioreporter bekommt er ein Angebot des fiktiven, Honda nachempfundenen, aufstrebenden japanischen Rennstalls Yamura. Trotz seiner Schuldgefühle kann er den wieder einigermaßen genesenen Stoddard im letzten Rennen besiegen und gewinnt so die Weltmeisterschaft.
Sarti und Barlini fahren für Ferrari als erkennbare Nummer eins und zwei im Team.

## Die Rennen
Die tatsächlichen Reihenfolgen der Grand Prix und Platzierungen konnten aus dramaturgischen Gründen nicht im Film übernommen werden. Dreharbeiten waren nicht an allen Kursen möglich, das Material vom Nürburgring musste aus vertragsrechtlichen Gründen an John Sturges abgetreten werden.
- Monaco: Die Runden mit den Kamerawagen sind in Panavision auch heute (2012) noch den üblichen Fernsehbildern aus dem F1-Cockpit überlegen. Die Vibrationen verstärken den Eindruck, selbst im Rennwagen zu sitzen.

- Clermont-Ferrand, Frankreich: Dieser Grand Prix ist der Gegenpol zum hektischen Monaco-Wochenende. Wie in Zeitlupe „tanzen“ die Monopostos bei romantischer Musik um den Kurs, der über öffentliche Straßen im vulkanisch geprägten Zentralmassiv führt. 1966 fand das echte Formel-1-Rennen nicht dort statt, sondern in Reims. Die Rennszenen wurden deshalb mit rund 3.000 Komparsen aus der Region als „Zuschauer“ nachgestellt.

- Spa-Francorchamps, Belgien: Wieder ein hochdramatisches Rennen auf der schnellen Rennstrecke über 14 km Landstraßen, bei dem ein Regenschauer für negative Überraschungen und spektakuläre Unfälle sorgt.

- Zandvoort, Niederlande: Noch ein Highlight mit rundenlangen Kamerafahrten bei vollen Tribünen zwischen den Sanddünen unweit vom Meer.

- Watkins Glen, USA: Nur der Erfolg und das für heutige Verhältnisse bescheidene Preisgeld werden gezeigt. Scott Stoddard leidet an den nicht verheilten Verletzungen seines Unfalls und braucht mehr und stärkere Schmerzmittel, um überhaupt mitfahren zu können.

- Mexiko-Stadt: Teamchef Yamura konfrontiert Aron mit einem Filmausschnitt, der dessen Fehler zeigt.

- Brands Hatch, Großbritannien: Leicht ironisch inszenierter britischer Pomp eröffnet das Rennen, das mit einer feurigen Überraschung endet. Scott Stoddard kann trotz Einnahme starker Schmerzmittel das Rennen nicht beenden.

- Monza, Italien: Entscheidendes Rennen, dessen Sieger Weltmeister wird. Wieder geht es nicht ohne blutigen Unfall ab.

Am Ende steht ein nachdenklich gewordener Weltmeister auf der leeren Zielgeraden und „hört“ ein imaginäres Starterfeld (es sind keine Rennwagen zu sehen).

## Synchronisation
Die Synchronisation für den deutschen Sprachraum wurde 1967 erstellt.
| Rolle                 | Darsteller      | Deutsche Stimme    |
| --------------------- | --------------- | ------------------ |
| Agostini Manetta      | Adolfo Celi     | Martin Hirthe      |
| Hugo Simon            | Claude Dauphin  | Klaus Miedel       |
| Izo Yamura            | Toshirō Mifune  | Gerd Duwner        |
| Jean-Pierre Sarti     | Yves Montand    | Max Eckard         |
| Louise Frederickson   | Eva Marie Saint | Ilse Kiewiet       |
| Jeff Jordan           | Jack Watson     | Heinz Petruo       |
| Pete Aron             | James Garner    | Rolf Schult        |
| Scott Stoddard        | Brian Bedford   | Christian Rode     |
| Bob Turner            | Graham Hill     | Jochen Schröder    |
| Tim Randolph          | Phil Hill       | Peter Schiff       |
| Sport-Reporter        | Anthony Marsh   | Hans Nitschke      |
| Nino Barlini          | Antonio Sabato  | Claus Jurichs      |
| Monique Delvaux-Sarti | Geneviève Page  | Anneliese Priefert |
| Pat Stoddard          | Jessica Walter  | Renate Küster      |

## Musik
Die Musik stammt vom französischen Komponisten Maurice Jarre.
Wie in Monumentalfilmen üblich, hat der Film eine Ouvertüre von fast fünf Minuten Länge. Nach der Pause, die in der DVD-Version einen Scheibenwechsel erfordert, folgt ein Zwischenspiel von 1:45 Minuten. Auf der Leinwand wird dabei nur ein Standbild gezeigt.

## Spezielle Aufnahmen
- Splitscreen (Die Montage der einzelnen Filmsegmente übernahm hier Saul Bass, der für Alfred Hitchcock diverse Vorspänne entworfen hat.)
- Motorenlärm und Synchronisation

## Kritiken
„Die faszinierenden, auf Dauer freilich ermüdenden Rennaufnahmen des aufwendig im Cineramaverfahren hergestellten Films werden durch die reichlich konstruierten Geschichten vom Liebesleid und -glück der Helden notdürftig zusammengehalten.“

„Amerikanischer Monumentalfilm, der die Schicksale einiger Autorennfahrer über eine Saison hinweg verfolgt. Ausgezeichnete Rennaufnahmen stehen einem dürftigen Drehbuch gegenüber, so daß sich der Streifen nur für Anhänger dieser Sportart zu sehen lohnt. Ab 16.“

## Auszeichnungen
John Frankenheimers Film gewann bei der Oscarverleihung 1967 drei Preise in den technischen Kategorien: Bester Schnitt, Ton und Tonschnitt. Frankenheimer erhielt eine Nominierung für den Preis der Directors Guild of America. Antonio Sabàto und Jessica Walter erhielten jeweils Nominierungen für den Golden Globe Award als Beste Nachwuchsdarsteller:

## Formel-1-Fahrer im Film
- Lorenzo Bandini
- Joakim Bonnier
- Jack Brabham
- Richie Ginther
- Dan Gurney
- Graham Hill
- Phil Hill
- Bruce McLaren
- Jochen Rindt
- Jim Clark
- Juan Manuel Fangio
- Bob Bondurant
- Jo Siffert
- Paul Frère

Von den Schauspielern war nur James Garner durch eigene Rennerfahrung für die Stunts qualifiziert. Die anderen fahrenden Schauspieler absolvierten zwar Rennkurse, aber durchweg mit mäßigem bis geringem Erfolg. Brian Bedford erwies sich gar als völlig ungeeignet und wurde bei den Fahraufnahmen durchwegs gedoubelt. Nur Garner wurde bei allen Einstellungen deutlich erkennbar ohne Nomex-Tuch vor dem Gesicht gezeigt. Phil Hill fuhr einen zum Kamerawagen umgebauten Ford GT40, mit dem er schneller fahren konnte als die von den Schauspielern pilotierten Monopostos.

### Andere Personen mit Bezug zum Motorsport
Der Kommentator an der Strecke ist in der deutschen Filmsynchronisation Rainer Günzler.

## Die Formel 1 Mitte der 1960er Jahre

### Technische Einheitlichkeit
Ab 1966 wurde der erlaubte Hubraum kurzfristig von 1,5 Liter auf drei verdoppelt, wodurch die Teams vor dem Problem standen, kaum geeignete Motoren zu haben. Es kamen diverse V8- und V12-Triebwerke in Mittelmotorbauweise zum Einsatz, zudem ein H16 bei B.R.M. und Lotus. Die Reifen waren noch profiliert.
Die Sicherheitseinrichtungen der Autos bestanden, wie in der Zeit üblich, aus einem kleinen Überrollbügel, der den Kopf des Fahrers nicht obligatorisch überragte. Es gab noch keine Front- und Heckflügel. Diese wurden erst Mitte 1968 eingeführt. Es waren Überholvorgänge auf fast allen Streckenabschnitten möglich.
Äußerlich traten die Wagen in ihren internationalen Rennfarben auf, mit allenfalls kleinen Sponsorenaufklebern. Die im Streckenverlauf zwangsläufig mitgefilmten Reklameschilder entsprachen der Realität.
Die heute obligatorische Champagnerdusche bei der Siegerehrung wurde erst bei den 24 Stunden von Le Mans 1967 von Dan Gurney praktiziert. Die Sieger tranken Cola und schenkten den Champagner dem Boxenteam.

### Sicherheitsmaßnahmen
Die Sicherheitsmaßnahmen entlang der Strecke bestanden bestenfalls aus mehr oder weniger planvoll verteilten Strohballen. Häufig war der Zuschauerbereich nur durch eine Art Weidezaun von der Rennstrecke getrennt, was bei Unfällen zu schlimmen Verletzungen und Toten unter Fahrern und Zuschauern führen konnte.
Starter und Helfer standen während des Starts unmittelbar neben der Fahrbahn. Die Boxenanlage war baulich nicht von der Start- und Zielgeraden getrennt.
Das Bonusmaterial zur DVD dokumentiert auch das hohe Risiko der damaligen Rennfahrer. Viele der im Film gezeigten Fahrer starben innerhalb weniger Jahre nach dem Dreh.

## Filmfehler

### Sound
Der Motorensound konnte nicht im erforderlichen Umfang synchron aufgenommen werden und wurde nachträglich mit sehr viel Fingerspitzengefühl untergelegt. An wenigen Stellen (05:56 auf DVD 1) ist statt eines Formel-1-Motors ein großvolumiger V8-Motor zu hören.

### Reifendimension
Die im „echten“ Rennbetrieb fahrenden Monopostos hatten hinten deutlich breitere Reifen als vorn. Bei einigen Aufnahmen sind aber weniger breite Hinterräder zu sehen, da man modifizierte Formel-3-Wagen einsetzte.

### Rennstrecken
Bei den Rennaufnahmen in Monza wurde die 10 Kilometer lange Streckenvariante einschließlich der beiden Steilkurven befahren. Diese Version wurde jedoch nach 1961 nicht mehr als Grand-Prix-Strecke genutzt, stattdessen gab es bis 1971 einen auf 5,75 Kilometer verkürzten Kurs ohne Steilkurven und Schikanen. Die Rennstrecke am Filmanfang ist die „Cote d’Azur“ in Monaco.